# Третя англо-майсурська війна
Третя англо-майсурська війна (1790–1792) — конфлікт у Південній Індії між Майсурським королівством і Британською Ост-Індською компанією, Королівством Траванкор, Імперією Маратха та Нізамом Гайдарабаду. Це була третя з чотирьох англо-майсурських війн.

## Передумови
Тіпу Султан, правитель Королівства Майсур, і до нього його батько Гайдар Алі, двічі билися з військами Британської Ост-Індської компанії. Перша англо-майсурська війна, що велася в 1760-х роках, завершилася безрезультатно з обох сторін, положення договору включали обіцянки взаємної допомоги в майбутніх конфліктах. Нездатність британців підтримати Майсур у конфліктах з імперією маратхів та інші дії на підтримку ворогів Майсура призвели до того, що Гайдар розвинув неприязнь до британців.
Після того, як у 1779 році британці захопили контрольований Францією порт Мае, Гайдар, який отримував військові постачання через цей порт і передав його під свій захист, розпочав Другу англо-майсурську війну. Ця війна завершилася останнім рівноправним британсько-індійським, Мангалорським договором 1784 року, який відновив status quo ante bellum за умовами, які офіційні особи компанії, такі як Воррен Гастінгс, вважали вкрай несприятливими для Британської Ост-Індської компанії. Тіпу, який отримав контроль над Майсуром після смерті свого батька в грудні 1782 року, зберіг непримиренну ненависть до британців і незабаром після підписання договору 1784 року заявив, що має намір продовжувати бій з ними, якщо буде така можливість. Він відмовився звільнити британських полонених, що було однією з умов договору. Тіпу Султан ще більше зміцнив свої союзи з Алі Раджею Бібі Джунумабе II, мусульманським правителем, і мусульманською громадою Маппіла в регіоні під Заморіном імперії Калікут, таким чином розширивши сферу впливу султанату Майсур.
У 1786 році британський генерал Чарльз, 2-й граф Корнволліс став генерал-губернатором Індії та головнокомандувачем Ост-Індської компанії. Хоча він формально скасував угоди з маратхами та Гайдарабадом, які порушували умови договору 1784 року, він неофіційно прагнув отримати їхню підтримку та підтримку Нізама Гайдарабаду, або принаймні їхній нейтралітет, у разі конфлікту з Майсуром.

## Події, що призвели до війни

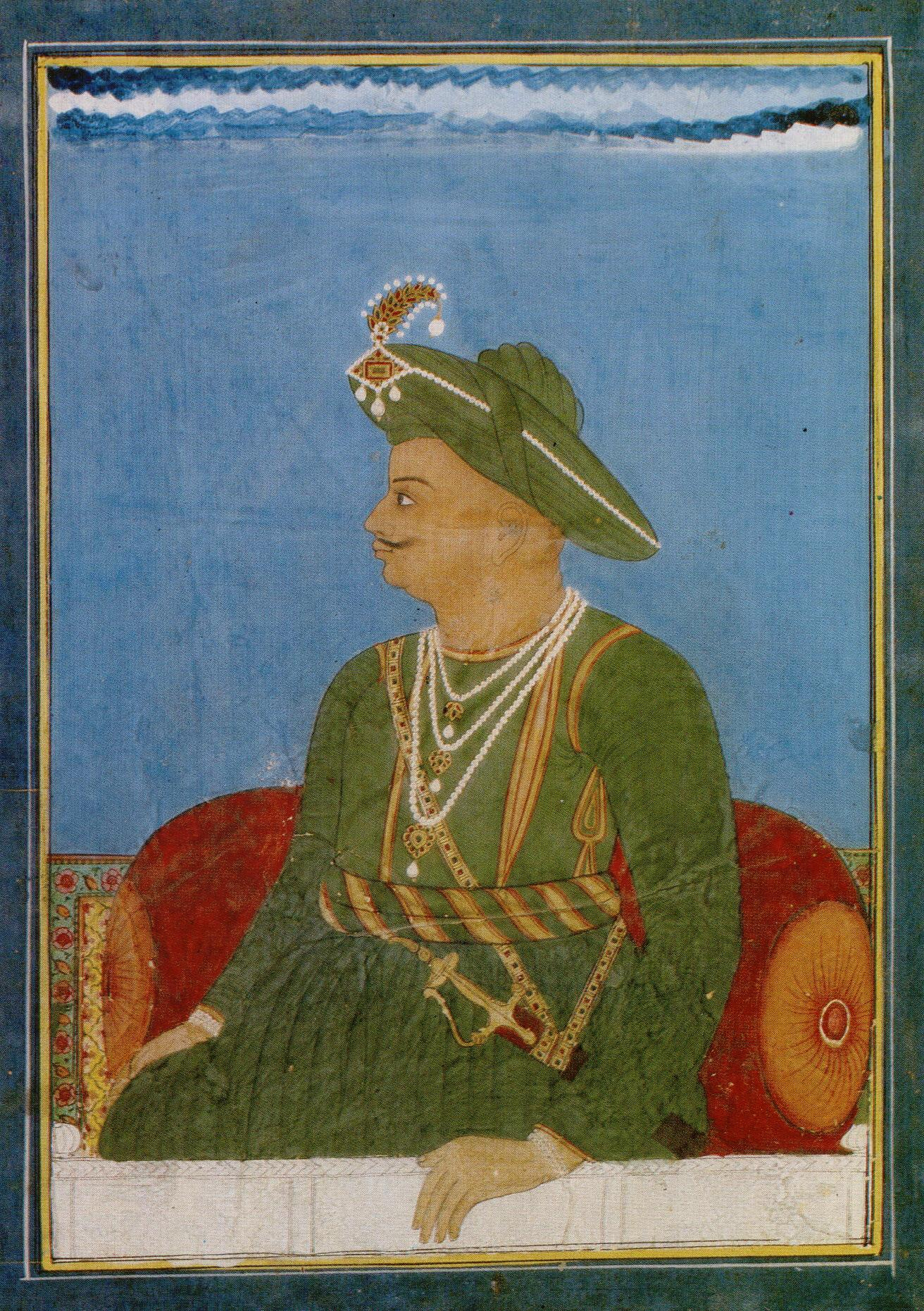
Анонімний портрет Тіпу Султана, зроблений під час Третьої англо-майсурської війни.

У 1788 році компанія отримала контроль над Циркаром Ґунтура, найпівденнішим із Північних Циркарів, які компанія придбала за попередніми угодами з Нізамом. В обмін на це компанія надала Нізаму два батальйони ротних військ. Обидва ці акти поставили британські війська ближче до Майсуру, але також гарантували, що у разі конфлікту Нізам підтримає британців.
Траванкор був мішенню Тіпу для придбання або завоювання з кінця попередньої війни. Непрямі спроби захопити королівство в 1788 році зазнали невдачі, і Арчібальд Кемпбелл, тодішній президент Мадраса, попередив Тіпу, що відповідно до Мангалорського договору напад на Траванкор буде розглядатися як оголошення війни компанії. Раджа Траванкору також розлютив Тіпу, розширивши укріплення вздовж кордону з Кочіном на територію, на яку Майсур претендував як на складову його васальної держави, і купивши у Голландської Ост-Індської компанії два форти в Королівстві Кочін, держава заплатила данина Тіпу Султану.
У 1789 році Тіпу Султан послав війська на Малабарське узбережжя, щоб придушити повстання. Багато людей втекли до Траванкору, країни, незалежної від Майсуру, і до Кочіна, країни, яка платила данину Тіпу, після його наступу. Щоб слідувати за ними, восени 1789 року Тіпу почав збирати війська в Коїмбаторі, готуючись до штурму Недумкотти, укріпленої лінії оборони, побудованої Дхармою Раджею з Траванкора для захисту свого володіння. Корнволліс, спостерігаючи за цим наростанням, повторив наступнику Кемпбелла, Джону Голланду, що напад на Траванкор слід розглядати як оголошення війни, і зустрів сильну відповідь Британії. Тіпу, усвідомлюючи, що Голланд не був таким досвідченим військовим офіцером, яким був Кемпбелл, і що він не мав таких близьких стосунків, як Кемпбелл і Корнволліс (обидва служили в Північній Америці під час Війни за незалежність США), ймовірно, вирішив, що це доречний момент. час атакувати.

## Ранні кампанії
29 грудня 1789 року Тіпу очолив 14 000 солдатів з Коїмбатору та напав на Недумкотту. Перший етап був поразкою Тіпу, коли сили Траванкору під командуванням Кесави Піллаї завдали серйозних втрат силам Тіпу та відкинули їх назад. Поки майсурські війська та їхні союзники перегруповувалися, губернатор Голланд, на превеликий розчарування Корнволліса, замість того, щоб мобілізувати військових, почав переговори з Тіпу. Корнволліс був на межі того, щоб вирушити до Мадрасу, щоб прийняти командування, коли отримав повідомлення, що збирається прибути заміна Голланда, генерал Вільям Медовз. Медовз силоміць усунув Голланда та почав планувати операції проти Тіпу, нарощуючи війська в Трихінополі.

### Кампанія Медоуза, 1790 рік
Був травень, коли Медовс був готовий до походу. Тим часом Тіпу наприкінці квітня 1790 року відновив атаку на Траванкор і успішно прорвав лінію Недумкотта, незважаючи на значні втрати, завдані трансванкорською армією. Траванкорська армія стратегічно відступила на дальній берег річки Періяр і підготувалася, перегрупувавшись, щоб тримати переправу через річку. Мусонні дощі завадили майсурській армії форсувати річку, і коли Тіпу отримав звістку про те, що британська кампанія з Мадрасу почала формуватися як значна загроза, він відступив із Траванкору.
План атаки, розроблений Медовзом, передбачав атаку з двох напрямків: головний удар по району Коїмбатор і відволікаючий удар на Майсур з північного сходу. Корнволліс був незадоволений цим планом, частково через пізній сезон (боротьба була набагато складнішою під час сезону дощів) і довгі лінії постачання з Мадрасу, які передбачав план. Однак він був готовий надати Медовзу можливість самостійно командувати.
Наприкінці травня Медовз переїхав із Трихінополя. Через погодні умови та проблеми з обладнанням його просування було повільним. Він зустрів незначний опір, оскільки Тіпу відвів свої основні сили на нагір'я Майсура. 21 липня після того, як Медовс захопив деякі менші укріплення в окрузі шляхом або покидання, або негайної капітуляції гарнізону, він без опору увійшов до Коїмбатору. Його єдина опозиція складалася з 4000 кавалеристів під командуванням Саїда Сахіба, яких Тіпу відрядив для спостереження та переслідування його дій; більшість із них зрештою були загнані через річку Бхавані кіннотою Медовза. Подальші опорні пункти в окрузі впали, Палгат і Діндігул вимагали значних дій для захоплення.
Хоча кампанія була успішною в отриманні повного контролю над районом Коїмбатор, Медовзу довелося розділити свої сили, щоб утримати його, з найбільшими загонами в Коїмбаторі, Палгаті та Сатьямангаламі. Атака з Бенгалії та третя з Бомбею почалися пізно, коли Тіпу здійснив контратаку.

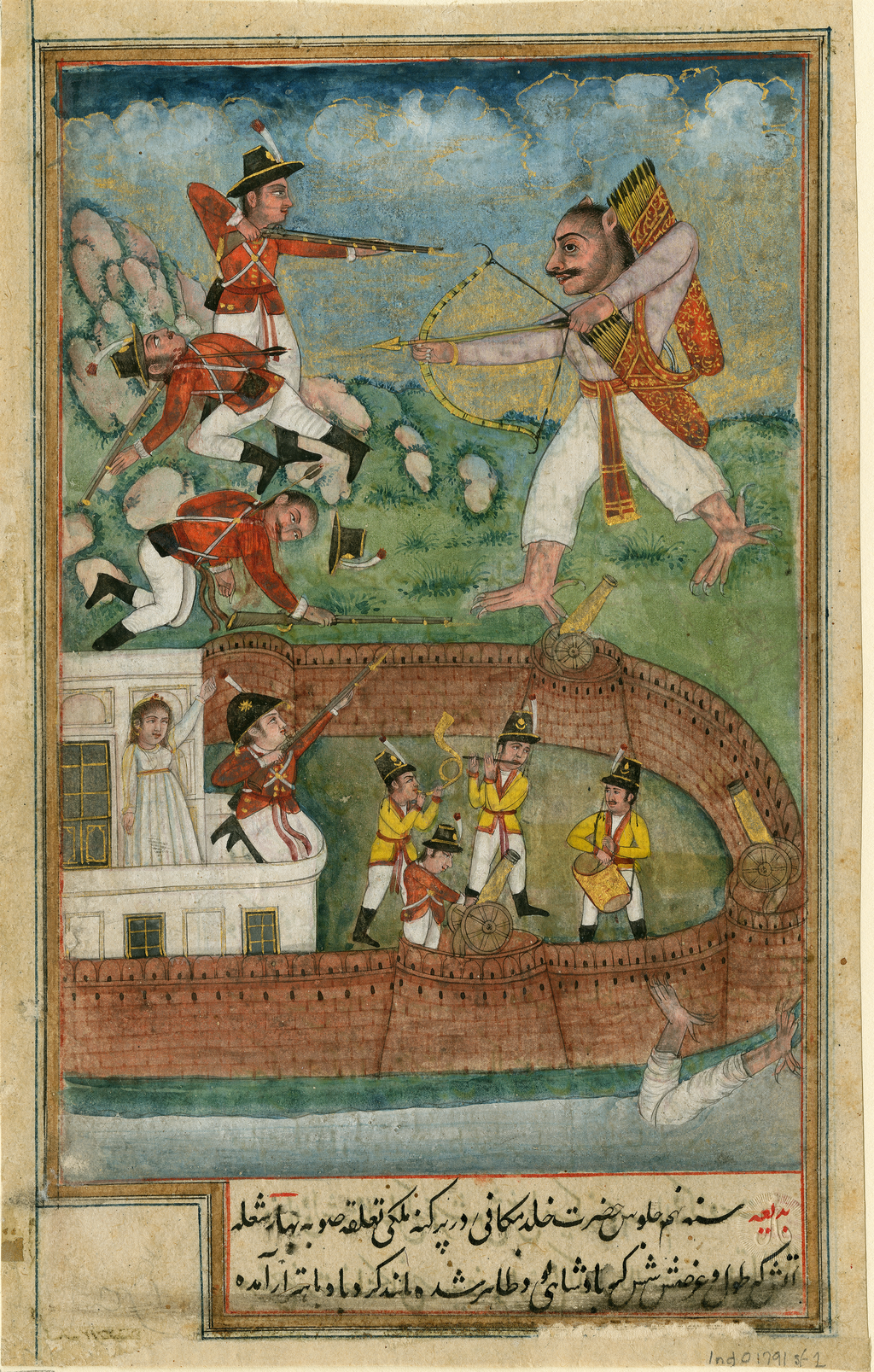
Непідписана акварель невідомого індійського художника.

### Контратака Тіпу
2 вересня Тіпу залишив Шрірангапатнам на чолі 40-тисячної армії. Спускаючись з гірських перевалів, починаючи з 9 вересня, він почав рухатися до Сатьямангаламу. У той час як 13 вересня гарнізон із 2800 осіб витримав початковий напад сил Тіпу, капітан Джон Флойд, командир гарнізону, вирішив відійти. Під покровом ночі вони перетнули Бхавані й попрямували до Коїмбатору. Тіпу, сповільнений сильними дощами, послав 15 000 кавалерії в погоню. Зрештою вони наздогнали та захопили більшу частину обозу Флойда та продовжили переслідувати втомлений гарнізон. Того вечора, коли вони розташувалися табором у Чейорі, на них напала повна сила армії Тіпу. Відчайдушна стійка піхоти відбила повторні атаки, і лише прибуття підкріплення, надісланого Медовхом, їх врятувало.
Потім Тіпу розпочав кампанію переслідування британських постачання та комунікацій, одночасно відстежуючи пересування своїх головних сил. На початку листопада він успішно ввів Медовза в оману, перемістивши значну частину своєї армії на північ, щоб атакувати менші сили Бенгалії. Ці сили, близько 9000 чоловік на чолі з полковником Максвеллом, досягли Каверіпаттінаму та міцно укріпили його позиції. Не маючи можливості пробити оборону, Тsпу відступив на південь 14 листопада після того, як дізнався, що Медовз знову на його сліді. 17 листопада Медовз і Максвелл об'єднали свої сили і переслідували Тіпу, який вирішив рушити до Трихінополя. Не маючи змоги зробити більше, ніж пограбувати місто до того, як прибув Медовз, Тіпу рушив до буйства через Карнатик, руйнуючи міста та захоплюючи припаси. Він опинився на французькому форпості в Пондічеррі, де намагався зацікавити французів підтримати його зусилля проти британців. Оскільки Франція тоді перебувала на ранніх стадіях своєї революції, ці спроби були абсолютно безуспішними. У цей момент Медоуз рушив до Мадрасу, де передав командування своєю армією лорду Корнволісу.

### Наступ союзників
Тіпу султан перетворив війни проти англійців, керали та маратхів на релігійну війну, про що свідчать його особисті листи. Він винищив багатьох індуїстів і християн, не шкодуючи навіть жінок і дітей, зруйнував численні церкви, індуїстські храми і навіть синагоги. Тіпу був суперечливою фігурою і критикувався за репресії проти індуїстів і християн. Різні джерела описують масові вбивства, ув'язнення, примусове навернення і обрізання індуїстів (Кодавас з Корга і Нейрс Малабар) і християни (католики Мангалуру), а також знищення церков і храмів, які цитуються як докази його релігійної нетерпимості. Він також порушив свої обіцянки щодо гуманного поводження та звільнення військовополонених, наприклад, в одному випадку, про який згадує літописець, він убив місцевого короля, який підкорився йому, і його тіло тягнули через місто. Багато християнських місіонерів також задокументували тортури місцевих християн і руйнування їхніх церков і храмів. 
Однак інші вказували на те, що дії Тіпу проти індуїстів Корга та Малабару, а також наїрів були зумовлені політичними мотивами, після того, як вони повстали «шість разів», і він пробачив їх, подібно до того, як він покарав християн Канара під час Другої англо-майсурської війни після того, як вони вчинили зраду, надаючи неоціненну допомогу англійцям. Насправді індуїстський храм у Срінгері під час війни 1791 року знищив наліт маратхів, які, вчинивши святотатство, пограбувавши храм і вбивши або поранивши місцевих жителів, серед яких були місцеві жителі та брагамани, що змусило Свамі благати про допомогу Тіпу, який на допомогу у відновленні храму швидко відправив людей та кошти. Те, що Тіпу призначив різних індуїстів на високі пости при дворі та як офіцерів у своїй армії під час війни, суперечить твердженням, що він перетворив битву на релігійну війну, і враховуючи, що Тіпу надав гранти численним храмам, і ніколи не перешкоджав індуїстам поклонятися, фінансував будівництво храму Гопур у Конджіврамі під час цієї війни, і навіть брав участь у місцевих індуїстських фестивалях, які відбувалися під час його перебування, та покривав деякі витрати.
Влітку 1790 року приблизно 30-тисячна маратська армія під командуванням Пурсерама Бхоу в супроводі загону британських військ з Бомбея почала марш до Майсуру. Перед великою армією здалися кілька перших майсурських форпостів, і вона впевнено, хоча й повільно просувалася, поки у вересні вона не досягла Дарвара. Протягом 29 тижнів форт був обложений, і 3 квітня 1791 року гарнізон нарешті здався. Після цього армія продовжила наступ, досягнувши на початку травня річки Тунгабхадра.
Друга армія, що складалася з 25 000 кавалеристів і 5 000 піхотинців під командуванням Геррі Пунта, якому допомагав загін британських солдатів з армії Мадрасу, залишила Пуну в січні 1791 року, врешті-решт досягнувши Курнула без значного спротиву. Поспішно Пунт пішов на консультацію з нізамом, який не перетнув Майсур, побоюючись, що велика армія Тіпу розгромить його, перш ніж вона зможе приєднатися до армії одного з інших союзників. Отримавши повідомлення про те, що Корнволліс захопив Бангалор і рухається до столиці Майсура, Шрірангапатнам, Нуррі Пунт рушив із Курнула та 28 травня з'єднався з Корнволлісом.
Армія Нізама на чолі з Махабатом Юнгом просунулася до Коппала, який в жовтні 1790 року вони взяли в облогу. Неякісні гармати заважали веденню облоги, яка була успішно завершена лише у квітні 1791 року.

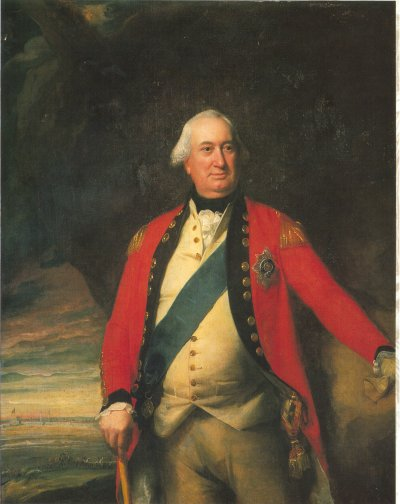
Ерл Корнволліс, портрет Джона Сінглтона Коплі

### Британці захоплюють Малабарське узбережжя
Наприкінці 1790 року британським військам вдалося встановити контроль над Малабарським узбережжям. Одне військо під командуванням полковника Гартлі здобуло вирішальну перемогу під Калікутом у грудні, а друге під командуванням Роберта Аберкромбі через кілька днів розгромило султана під Каннанором.

### Наваб із Саванура
Територія, пов'язана з навабами Саванура, була втрачена конфедерацією Маратха. Такі події викликали недовіру між англійцями та програмою пешви.

## Перший наступ на Серінгапатам

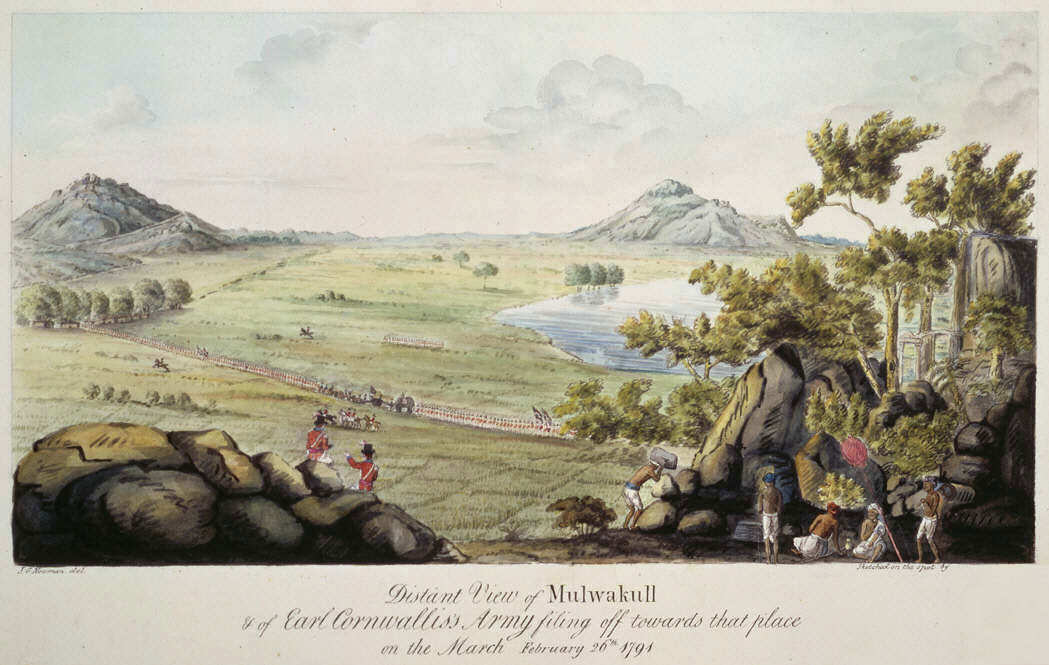
Армія Корнволліса йде до Малвакула

Першою метою Корнволліса було взяти опорний пункт Бангалор, який забезпечить базу для майбутніх операцій проти Серінгапатама. Він сподівався, що це стимулюватиме союзників активізувати свою активність. Передбачаючи, що Тіпу бере участь у кампанії випаленої землі у високогір'ї Майсур, він зробив значні заходи щодо провізії. Для допомоги в перевезенні припасів і важкого озброєння він також залишив значну кількість слонів.

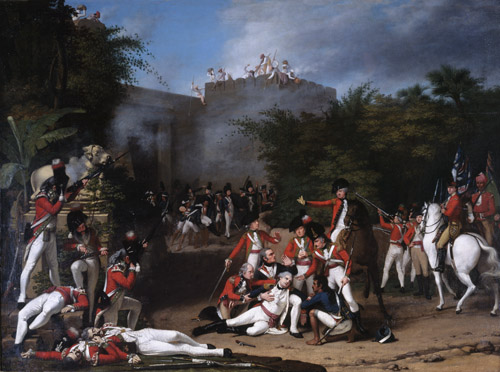
Загибель полковника Мурхауса, артилерія Медресу, під час штурму Петтахських воріт у Бангалорі, 7 березня 1791 р.

Корнволліс перейняв основну армію Компанії у Веллорі 29 січня 1791 року. Через тиждень він рушив на захід, ніби збираючись пройти через Східні Гати в цьому місці. Це спонукало Тіпу покинути Пондічеррі та поспішити до Бангалору, де він вважав, що його гарем знаходиться під певною небезпекою. Хоча Тіпу розмістив оборону на деяких перевалах, Корнволліс, після кількох махінацій, різко повернув на північ і 21 лютого перетнув гори на перевалі Маглі без жодного спротиву. Потім він продовжив просування, практично не чинячи опору, доки 5 березня не був майже перед воротами Бангалору. Тіпу укріпив місто та постачав гарнізон, але він залишився зі своїми основними силами на околицях позицій Компанії, коли Корнволліс почав облогу. Після шести тижнів облоги, під час якої Компанії доводилося неодноразово відбивати атаки та сутички з Тіпу, вони успішно взяли штурмом цитадель.

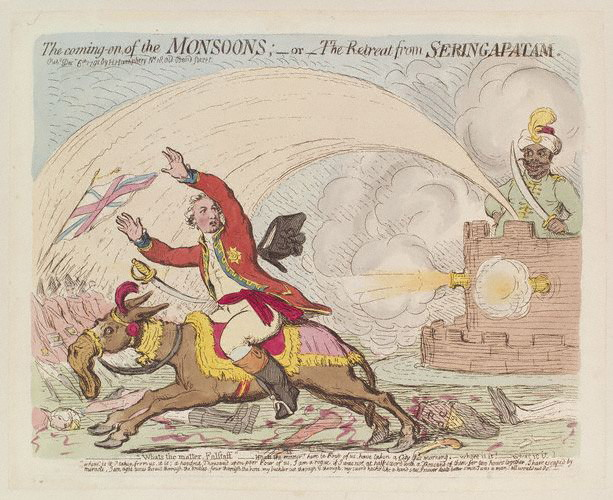
Політична карикатура Джеймса Гіллрея, яка висміює лорда Корнвуолліса після його відступу із Серінгапатаму в 1791 році

Захопивши Бангалор, Корнволліс повернув свою армію на північ, щоб зустріти караван постачання та армію Нізама, що відбулося 12 квітня приблизно на 80 миль (130 км) на північ від Бангалора. Повернувшись до Бангалору, Корнволліс виявив, що люди Нізама були помітно марними. Він сподівався, що додавання місцевої кавалерії до армії допоможе компенсувати перевагу Тіпу в цьому кварталі, але люди Нізама під командуванням Тейґе Вунт були зацікавлені в грабіжництві та в тому, щоб жити за рахунок армійських запасів замість пошуку їжі та розвідки проти Тіпу.
Потім компанія розпочала серію операцій, щоб захистити більшу частину території навколо Бангалору, перш ніж перейти до Серінгапатаму. Коли Корнволліс шукав брід, щоб перетнути річку Кавері, Тіпу запропонував йому битву біля броду біля села Аракере. У наступній битві 15 травня Корнволліс флангував позицію Тіпу та змусив його відступити за стіни Серінгапатама. Оскільки маратханських військ, очевидно, не було поблизу, і здавалося малоймовірним, що Аберкромбі прибуде з малабарськими силами, а його армія була на межі голодної смерті, 22 травня Корнволліс прийняв важке рішення знищити свій облоговий табір і відступити. Лише через три дні прибула армія маратхів, до того як Тіпу успішно перешкодив більшості її посланців дістатися Корнволліса.
Відступ Корнволліса в Бангалор поставив район Коїмбатор під вплив сил Тіпу. 11 червня 2000 майсурські війська взяли в облогу Коїмбатор. Лейтенант Чалмерс, командир гарнізону, проігнорував наказ Корнволліса відійти, якщо його атакували силою, і вирішив битися, незважаючи на те, що у нього було менше 300 осіб і поганий порох. Його оборона була жвавою, і підкріплення з Палгочеррі спонукало його здійснити вилазку і в серпні успішно взяти обоз постачання захисників. Тоді прибуло ще вісім тисяч майсорців, але Чалмерс протримався до 6 листопада. У порушення узгоджених умов капітуляції Чалмерс і його люди були взяті в полон.

## Другий наступ на Серінгапатам

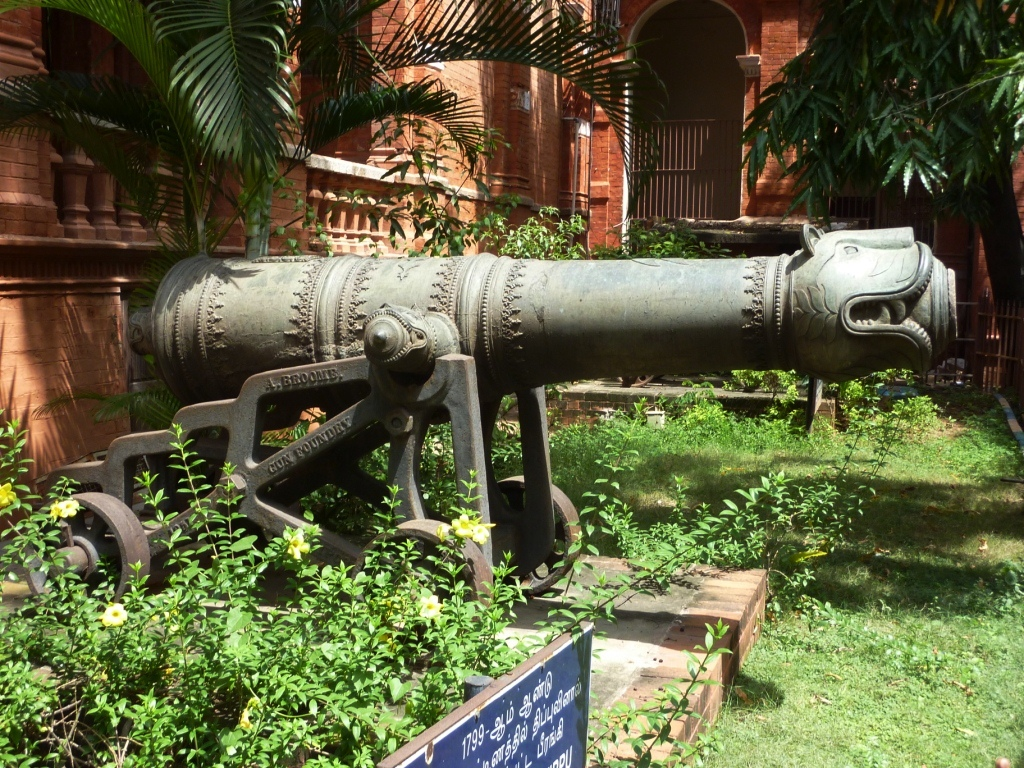
Гармата, використана військами Тіпу султана в битві при Серінгапатамі 1799 р.

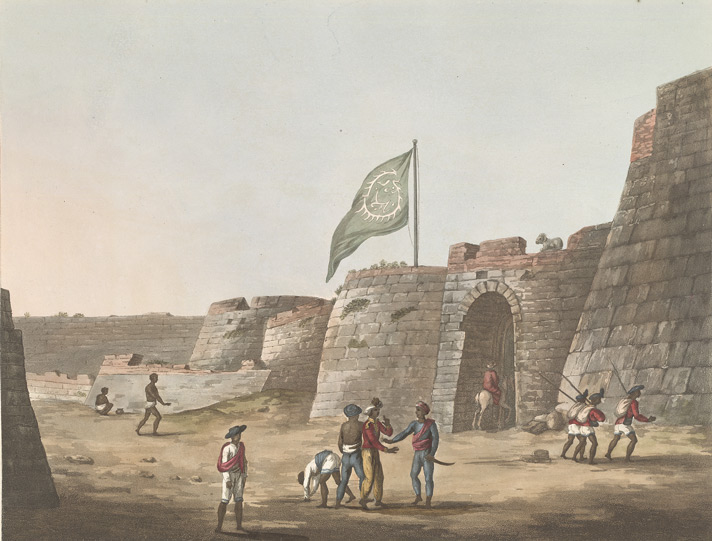
Прапор королівства Майсур біля входу у форт Бангалор.

Після відступу союзників до Бангалору армії Пурсерама Бхоу та Тейге Вунта залишили велику армію, щоб переслідувати територіальні завоювання на північних територіях Майсура. Пурсерам Бхоу, бажаючи відвоювати район Беднор, який батько Тіпу Гайдер захопив під час попередньої війни, захопив Хулі-Оноре та Шимогу, хоча британські війська, приєднані до його армії, виконали велику частину необхідної роботи. Лише загрозливе прибуття загону армії Тіпу завадило йому взяти в облогу сам Беднор. Бхоу повернувся до великої армії лише після початку мирних переговорів у Серінгапатамі.
У той час як молодший брат графа, комодор Вільям Корнволліс, брав участь у морській битві при Теллічеррі, Чарльз провів решту 1791 року, щоб забезпечити свої лінії постачання до Мадрасу. З цією метою у листопаді він обложив Нундидруг та Савендруг у грудні, обидва впали після несподівано скромних зусиль. Він наказав здійснити масштабну операцію з постачання, щоб забезпечити наявність належних запасів і оплати для своєї армії та армії союзників. Було надіслано шпигунів для проникннення в табори Тіпу, і він почав отримувати більш достовірні звіти про силу та розташування військ останнього.
Відносини між Корнволлісом і союзниками були складними. Маратханських воєначальників, Пурсерама Бхоу та Хуррі Пунта, довелося підкупити, щоб залишитися в армії, і Корнволліс повідомив, що війська Гайдарабадії були радше перешкодою, ніж допомогою; один британський спостерігач писав, що вони були «безладним натовпом» і «не дуже гідні поваги до стану військової дисципліни в Гайдарабаді».
25 січня сер Корнволліс рушив із Савендруга до Серінгапатаму, тоді як Аберкромбі знову наступав із узбережжя Малабар. Хоча люди Тіпу переслідували колону, вони не перешкоджали її просуванню. Корнволліс створив ланцюг аванпостів для захисту лінії постачання з Бангалору. Коли 5 лютого велика армія досягла рівнин перед Серінгапатамом, Тіпу почав обсипати військо ракетами. Цоб витіснити Тіпу з його ліній, Корнволліс відповів нічною атакою. Після дещо заплутаної битви війська Тіпу опинилися з флангу, і він відступив у місто, а Корнволліс почав облогу. 12 лютого прибув Аберкромбі з бомбейською армією, і петля навколо Тіпу почала затягуватися. До 23 лютого Тіпу почав пропонувати мирні переговори, і наступного дня, коли він погодився на попередні умови, військові дії були призупинені.

## Мир

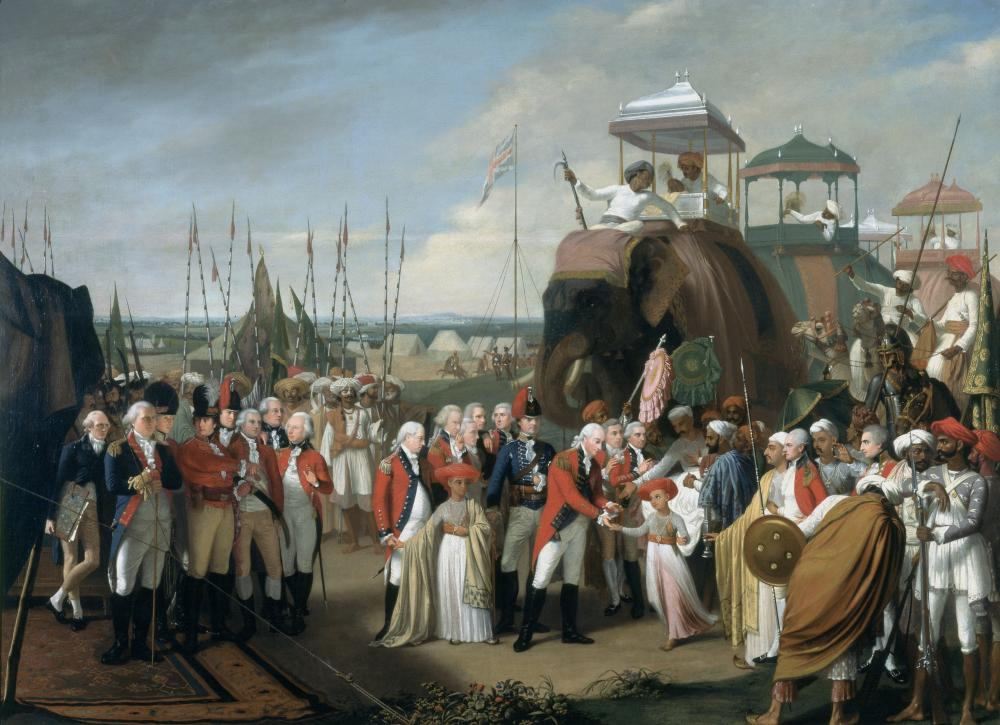
Генерал лорд Корнволліс приймає синів Тіпу Султана в заручники, Роберт Гоум, c. 1793 рік

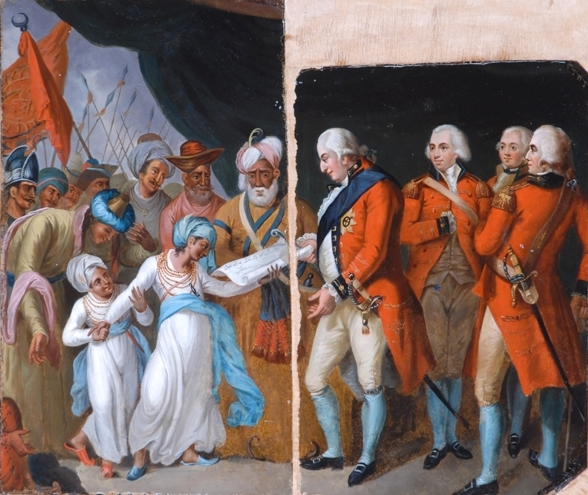
Генерал-лорд Корнволліс приймає в заручники синів Тіпу Султана.

Серед попередніх умов, на яких наполягав Корнволліс, було те, що Тіпу здає двох своїх синів у заручники як гарантію виконання домовлених умов. 26 лютого під час великої церемонії та салюту з обох сторін двоє його маленьких синів були офіційно доставлені Корнволлісу. Корнволліс, який не був зацікавлений у значному розширенні території компанії або в передачі більшої частини Майсура Махраттам і Гайдарабаду, домовився про поділ половини майсурської території, яку мали розділити союзники, що сприяло б придбанню компанією його захисту. Пізніше він писав: «Якби ми захопили Серінгапатам і вбили Тіппу, […] ми повинні були або віддати цей капітал маратхам (небезпечне благо), або влаштувати якесь жалюгідну власну владу, яку підтримували б Війська та скарби Компанії та були бпограбовані її слугами». Захоплені території позбавили Майсур більшої частини берегової лінії; Майсур також був зобов'язаний сплатити частину військових витрат союзників.
18 березня 1792 року Тіпу погодився з умовами та підписав Серінгапатамський договір, завершивши військові дії.

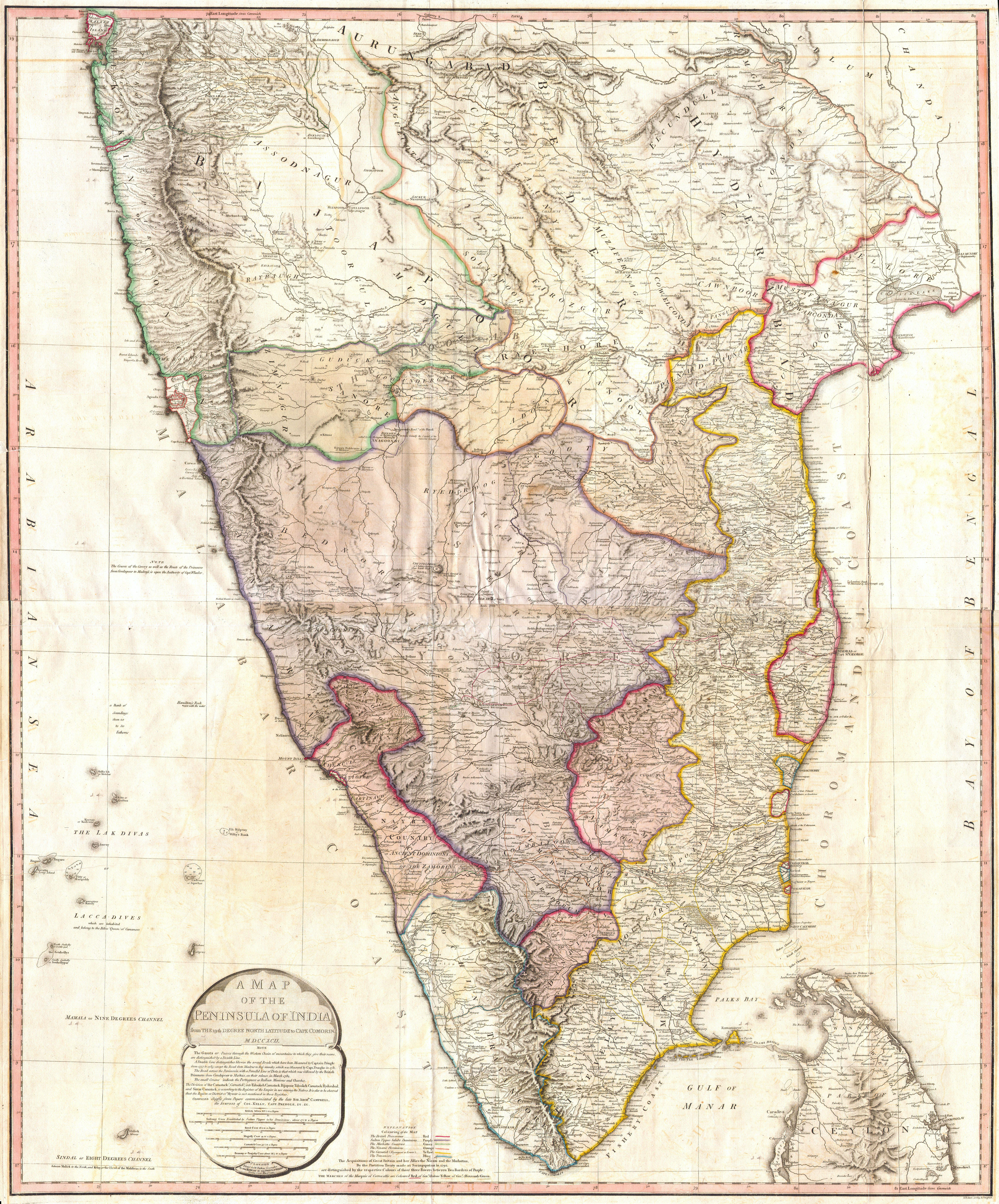
Карта 1794 року, на якій показано «Території, передані Тіпу Султаном різним державам»

## Наслідки
Війна призвела до різкого звуження кордонів Майсуру на користь маратхів, нізама Гайдарабаду, Траванкору та президентства Мадрасу. Округи Малабар, Салем, Белларі та Анантапур були передані президентству Мадрасу.
Четверта й остання війна велася між британцями та Майсуром у 1799 році, під час якої було взято Серінгапатам і під час оборони було вбито Тіпу. Замість того, щоб розділити країну, переможці змусили родину Тіпу вирушити у вигнання та повернули контроль над Майсуром Вадіярам.
Одним із помітних військових досягнень, підтриманих Тіпу султаном, було використання масових атак за допомогою ракетних бригад, які називаються подушками, в армії. Зброя, яку використовували подушки, справила на британців достатньо враження під час Третьої та Четвертої Майсурських війн, щоб надихнути Вільяма Конгріва на розробку ракет Конгріва.
За його дії у війні Корнволліс був підвищений до звання маркіза, а місцеві індійські солдати під його командуванням були нагороджені Майсурською медаллю.